# Red SARA
La Red SARA (Sistema de Aplicaciones y Redes para las Administraciones) es un conjunto de infraestructuras de comunicaciones y servicios básicos que conecta las redes de las Administraciones Públicas españolas e instituciones europeas facilitando el intercambio de información y el acceso a los servicios. Su implantación se establece como una obligación en el artículo 43 de la Ley 11/2007 de Acceso Electrónico de los Ciudadanos a los Servicios Públicos y en el artículo 13 del Real Decreto 4/2010 que regula el Esquema Nacional de Interoperabilidad en el ámbito de la Administración Electrónica.
La Red SARA permite a cualquier unidad conectada proveer servicios o utilizar los que ponen a su disposición otras Unidades de las diferentes administraciones públicas españolas o europeas.

## Alcance de la Red SARA
- Centros de Proceso de Datos del Ministerio competente en materia de función pública donde se alojan los servicios comunes de administración electrónica.
- Ministerios de la Administración General del Estado y, a través de éstos, sus organismos adscritos.
- Comunidades Autónomas y sus instituciones públicas y, a través de aquellas, las Corporaciones Locales.
- Instituciones y organismos públicos sin adscripción a ministerios o comunidades autónomas tales como los órganos constitucionales.
- Comisión y Estados miembros de la Unión Europea a través de la red transeuropea sTESTA.
- Otras entidades o redes públicas: como las universidades, a través de la conexión con la red académica y de investigación española RedIRIS.

## Evolución histórica
La Red SARA se basa en la existencia previa de la Intranet Administrativa (IA), que se constituyó en 2002 como la infraestructura básica de comunicaciones y servicios telemáticos básicos, pretendiendo simplificar la interconexión con otras Administraciones. Dos años más tarde, en 2004, se licitó a través de concurso público el «Servicio de Soporte 24x7, resolución de incidencias y actualización tecnológica en la Intranet Administrativa›.
En noviembre de 2004, se impulsó definitivamente la conexión de las comunidades autónomas, mediante la puesta en marcha del proyecto «Extranet de las Administraciones Públicas» a través de un grupo de trabajo establecido por el Comité Técnico de Administración Electrónica formado por el Ministerio de la Presidencia y las comunidades autónomas. Este proyecto se implantó definitivamente a lo largo de 2006 y su objetivo fundamental era establecer una infraestructura básica de comunicaciones y servicios básicos, entre iguales, para favorecer e impulsar el intercambio seguro de datos entre las Comunidades Autónomas y la Administración General del Estado aplicando criterios de racionalidad y eficiencia técnica y económica.
Ya en septiembre de 2007, el Ministerio de Administraciones Públicas adjudicó el contrato para la «Prestación de un Servicio de Comunicación de Datos en la Red SARA», con el que se pretendió dar un salto cualitativo definitivo hacia una red troncal con tecnología de última generación VPLS (Virtual Private LAN Services), que cubre zonas geográficas extendidas, y aporta numerosas innovaciones. En 2008 se lleva a cabo la implantación de la nueva red troncal, además de ser el país piloto en la nueva red transeuropea sTESTA, dando como resultado global una red más fiable, segura, capaz y flexible.
Tras el lanzamiento del proyecto Red SARA 2.0 en 2009, se abre un abanico excepcional de interrelaciones entre administraciones públicas y de utilización compartida de servicios que debe culminarse con la, ya muy avanzada conexión de las Corporaciones Locales.
Desde el 11 de septiembre de 2015 la Red Troncal se basa en la infraestructura de comunicaciones del operador adjudicatario de los Servicios Consolidados de Telecomunicaciones de la Administración General del Estado Fase I.

## Servicios prestados

### Servicios de Red

#### Conectividad
Transporte cifrado, a través de la Red Troncal de tecnología VPLS, de cualquier tipo de tráfico, aplicando mecanismos de Calidad de Servicio.
- Voz sobre IP – MallaB (red de telefonía de altos cargos)
- Videoconferencia
- Datos de Aplicaciones

#### Servicios Telemáticos Básicos
Se proporcionan a través de Áreas de Conexión (AC) instaladas en cada uno de los Proveedores de Acceso (PAS) en los que la Red SARA tiene un punto de presencia.
- DNS
- SMTP
- NTP – Hora Oficial Española
- Proxy/Proxy Inverso

#### Seguridad perimetral
De manera coordinada con los responsables de seguridad de la Administración Pública conectada y del CCN-CERT, se proporcionan excelentes niveles de seguridad mediante:
- Cortafuegos
- Detectores de Intrusos - IDS
- Análisis de Vulnerabilidades
- Correlación de Logs

### Servicios Horizontales a las Administraciones Públicas
Son los servicios comunes, promovidos directamente por el Ministerio de Política Territorial y Función Pública, que facilitan la consolidación de servicios y sistemas en general, algunos de los cuales favorecen el despliegue de la oferta de administración electrónica. Las diferentes administraciones pueden ser usuarias de ellos para integrarlos con los servicios finales que prestan a sus ciudadanos.

### Servicios Verticales de las Administraciones Públicas
Son los servicios que proveen las Administraciones Públicas, en el marco de sus competencias y bajo su responsabilidad, que utilizan la Red SARA como mecanismo para su interoperabilidad.

## Marco Normativo
- Artículo 43 de la Ley 11/2007, de 22 de junio, de acceso electrónico de los ciudadanos a los Servicios Públicos.[1]
- Artículo 13 del Real Decreto 4/2010, de 8 de enero, por el que se regula el Esquema Nacional de Interoperabilidad[2] en el ámbito de la Administración Electrónica.
- Norma Técnica de Interoperabilidad de requisitos de conexión a la red de comunicaciones de las Administraciones Públicas españolas[3]